# بازی‌های جهانی کر
شد
'بازی‌های جهانی کُر (که پیش از این با نام المپیک کُر شناخته می‌شد) بزرگ‌ترین رقابت کُرال در سطح جهان است.
هدف از این رقابت‌ها گرد هم آمدن گروه‌های کُر آماتور فعال در سرتاسر جهان بوده‌است، بدون این که کشور یا نژاد تیم‌های شرکت‌کننده، ژانر موسیقی یا اهداف هنری‌شان را ملاک قرار دهد؛ که این مهم در شعار زیبای مسابقات نیز نمود دارد: «همزبانی، هم‌دلی آرد پدید». ایدهٔ اولیهٔ برگزاری این بازی‌ها از تلاش برای گرد هم آوردن مردم جهت آواز خواندن در مسابقاتی از هر نظر صلح‌آمیز پدید آمد، تا به شکلی مؤثر و گویا به همگان ثابت شود پیوند کشورها به وسیلهٔ هنرها امکان‌پذیر و شدنی است.
در این بازی‌ها که از سوی بنیاد Interkultur سازمان‌دهی می‌شود، نفس شرکت کردن ارزشش کمتر از برنده شدن نیست. هدف این بازی‌ها تشویق افراد به «تجربهٔ قدرت تعامل و نیز به چالش کشیدن یکسان شخصیت و جامعه به کمک آواز گروهی است».
آخرین میزبان این بازی‌ها شهر ساحلی سوچی روسیه، از تاریخ ۶ تا ۱۶ ژوئیه ۲۰۱۶ بود و شهر تسوانه، آفریقای جنوبی از تاریخ ۴ تا ۱۴ ژوئیه سال ۲۰۱۸ میزبان دور بعدی این مسابقات خواهد بود

## رقابت‌های بازی‌های جهانی کر
| سال  | رقابت                    | شهر میزبان                    | تاریخ برگزاری |
| ---- | ------------------------ | ----------------------------- | ------------- |
| ۲۰۰۰ | اولین المپیک کر          | لینتس، اتریش                  | ۷–۱۶ ژوئیه    |
| ۲۰۰۲ | دومین المپیک کر          | بوسان، کره جنوبی              | ۱۹–۲۷ اکتبر   |
| ۲۰۰۴ | سومین المپیک کر          | برمن، آلمان                   | ۸–۱۸ ژوئیه    |
| ۲۰۰۶ | چهارمین بازی‌های جهانی کر | شیامن، چین                    | ۱۵–۲۶ ژوئیه   |
| ۲۰۰۸ | پنجمین بازی‌های جهانی کر  | گراتس، اتریش                  | ۹–۱۹ ژوئیه    |
| ۲۰۱۰ | ششمین بازی‌های جهانی کر   | شاوشینگ، چین                  | ۱۵–۲۶ ژوئیه   |
| ۲۰۱۲ | هفتمین بازی‌های جهانی کر  | سینسینتی، اهایو، ایالات متحده | ۴–۱۴ ژوئیه    |
| ۲۰۱۴ | هشتمین بازی‌های جهانی کر  | ریگا، لاتویا                  | ۹–۱۹ ژوئیه    |
| ۲۰۱۶ | نهمین بازی‌های جهانی کر   | سوچی، سرزمین کراسنودار، روسیه | ۶–۱۶ ژوئیه    |
| ۲۰۱۸ | دهمین بازی‌های جهانی کر   | تسوانه، آفریقای جنوبی         | ۴–۱۴ ژوئیه    |

## کلیات
بازی‌ها هر دو سال یک بار (در سال‌های زوج) در یکی از شهرهای برگزیده در سرتاسر جهان برگزار می‌گردند. گره‌های کر در رده‌بندی‌هایی خاص با یکدیگر به رقابت می‌پردازند؛ بازی‌های سال ۲۰۱۲، ۲۳ رده‌بندی داشت که به عنوان نمونه یکی از این رده‌ها "موسیقی ادیان" نام داشت، در حالی که در دور نهم این بازی‌ها ۲۹ رده‌بندی وجود داشت که از آن جمله می‌توان به "گروه کر افراد سالخورده" و نیز "گروه‌های کر دانشگاهی" اشاره نمود.
این بازی‌ها غالباً از بخش‌های رقابت (در دو رده)، مراسم اهدای جوایز و نیز مراسم افتتاحیه و اختتامیه که به ترتیب در آغاز و پایان بازی‌ها برگزار می‌شوند تشکیل شده‌است. گروه‌های کر شرکت‌کننده در دو کلاس (قهرمانان و آزاد) برای تصاحب جوایز طلا، نقره و برنز با یکدیگر رقابت می‌کنند؛ در صورتی که این گروه‌ها نتوانند شرایط لازم برای دریافت هیچ‌یک از جوایز فوق را کسب کنند، از سوی مسابقات تقدیرنامه‌ای با عنوان «شرکت موفقیت‌آمیز» را دریافت خواهند نمود.
گروه‌های کر در کنار موارد گفته شده، می‌توانند در روزهایی که به رقابت نمی‌پردازند در کارگاه‌های آموزشی که توسط مدرسان مشهور موسیقی کرال برگزار می‌شود و همچنین کنسرت‌های دوستی شرکت نمایند. در این کنسرت‌ها که در مکان‌های عمومی و به رایگان برگزار می‌گردند، گروه‌های کر، موسیقی خود را با اعضای گروه‌های دیگر از نقاط مختلف جهان و افراد علاقه‌مند به اشتراک می‌گذارند.